# Kościół św. Wawrzyńca w Laskowicach
Kościół św. Wawrzyńca – zabytkowy, drewniany, rzymskokatolicki kościół cmentarny, położony we wsi Laskowice, należący do parafii Matki Boskiej Bolesnej w Tułach, w dekanacie Zagwiździe, diecezji opolskiej. Dnia 5 maja 1964 roku, pod numerem 859/64, świątynia została wpisana do rejestru zabytków Narodowego Instytutu Dziedzictwa.

## Historia kościoła

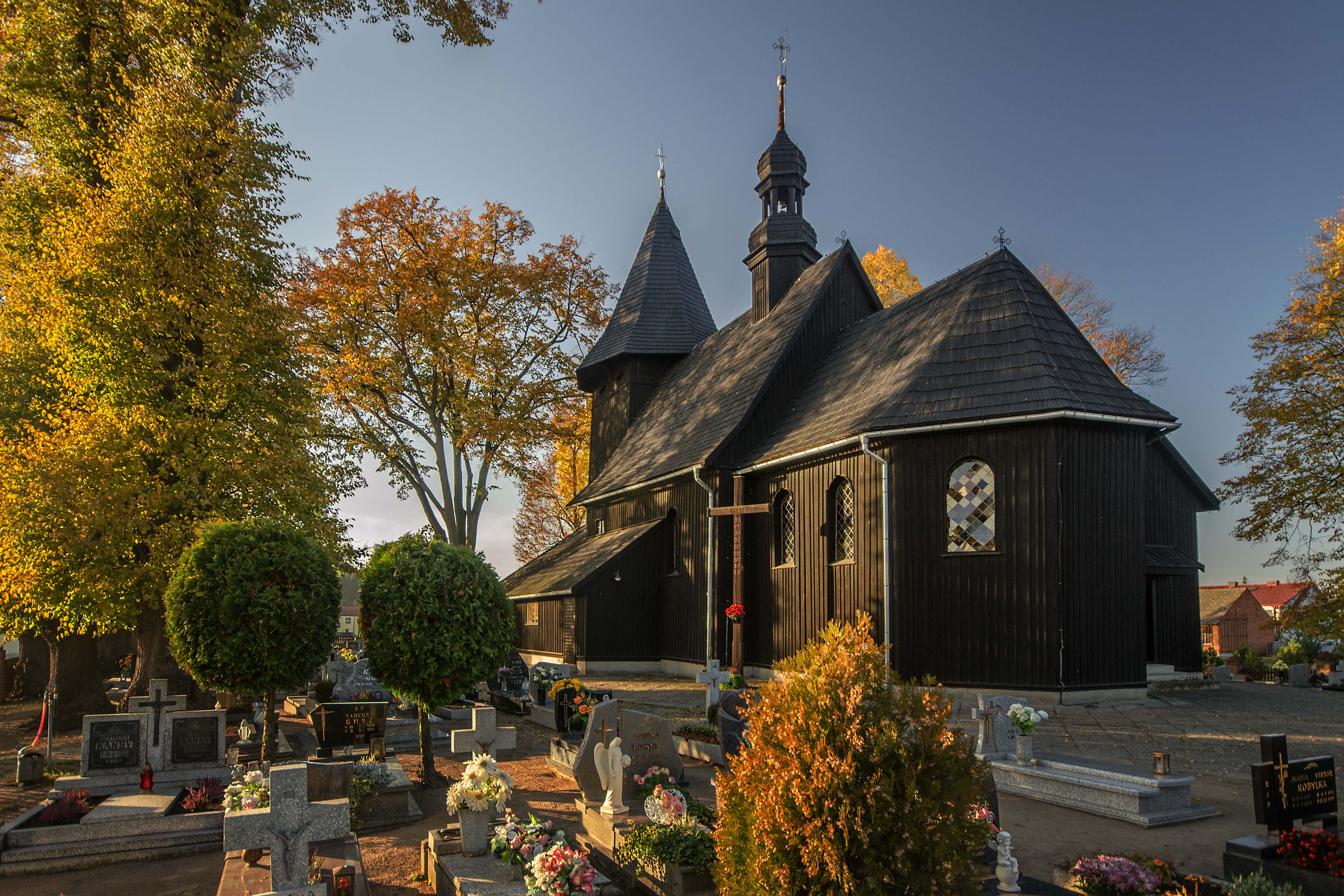
Drewniany kościół w Laskowicach

Kościół powstał w 1686 roku. Znajduje się na niewielkim wzniesieniu w zachodniej części Laskowic. Obecnie kościółek pełni rolę kościoła cmentarnego.
W pobliżu wybudowany został nowy kościół pod wezwaniem Ducha Świętego.

## Architektura i wyposażenie
Kościół to konstrukcja zrębowa, kryta gontem, orientowana, w otoczeniu cmentarza. Smukła wieża, zakończona jest ostrosłupowym hełmem. Dzwon odlany został prawdopodobnie w 1601 roku. Ściany tworzą poziomo kładzione, zachodzące w rogach na siebie belki. Nad nawą główną znajduje się strop kasetonowy, natomiast nad prezbiterium pozorne sklepienie kolebkowe. Chór muzyczny wsparty został na spiralnych, ozdobnie wyrzynanych kroksztynach. Ołtarz główny wykonano w stylu barokowym z dekoracją snycerską w połowie XVII wieku. Ponadto pośród wyposażenia wnętrza na uwagę zasługują m.in.: ambona z XVII wieku oraz kilka eksponatów sztuki sakralnej. Kruchta położona jest w podziemiach kościółka, w której spoczywają ciała dwóch nieznanych kobiet. Tuż przed I wojną światową próbowano wyjaśnić tajemnicę "laskowickich mumii". Stwierdzono wówczas, że pochowano tutaj Brigittę Buchta von Buchticz wraz z matką. w 1994 roku część zabytkowego wyposażenia wraz z dzwonami przeniesiono do nowego kościoła parafialnego